# ピンケル

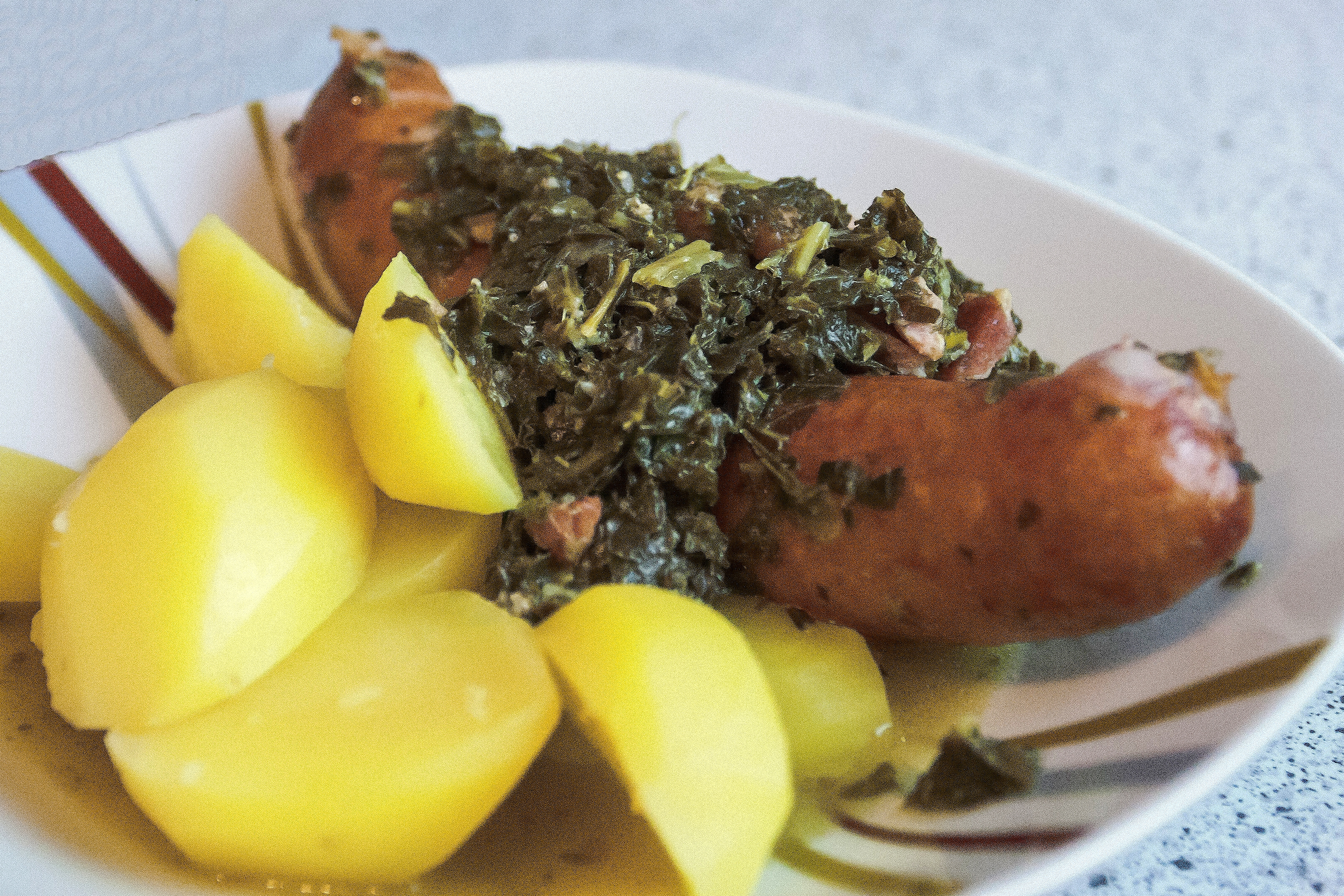
グリュンコール、ピンケル、塩ゆでしたジャガイモ

ピンケル（ドイツ語: Pinkel、ドイツ語: Pinkelwurst）はドイツのソーセージ。ブレーメン名物であり、ブレーマー・ピンケル（ドイツ語: Bremer Pinkel）とも呼ばれる。
ソーセージの中身にカラスムギや大麦といった穀物とラードなどの油脂が入っているのが特徴である。
特にドイツ北部地方では冬季になるとケール（グリュンコール（Grünkohl））の煮込みと共に食べるソーセージ（ヴルスト）として知られる。また「グリュンコールとピンケル」はブレーメンなど北ドイツの郷土料理となっている
ピンケルは皮を剥いて食べる。